# Hypsosinga pygmaea
Hypsosinga pygmaea là một loài nhện trong họ Araneidae. 
Con cái dài 3,5-4,5 mm, con đực dài 2,5 – 3 mm. Chúng sinh sống trên thảm thực vật thấp mất các khu vực ẩm ướt, đặc biệt là vùng đồng cỏ có chứa calci. Loài này được phổ biến rộng rãi đã khu vực Holearctic.

## Hình ảnh

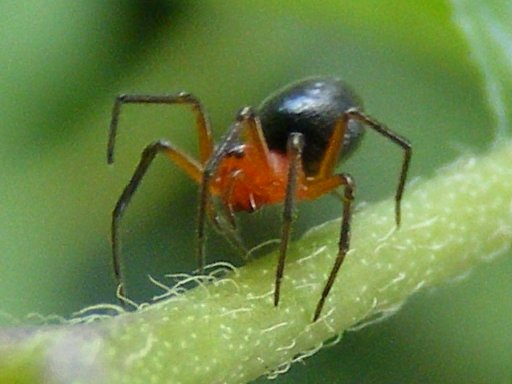
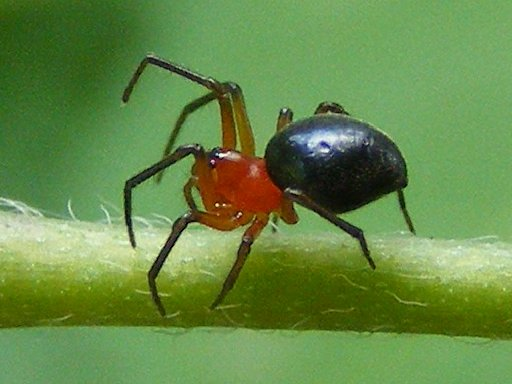
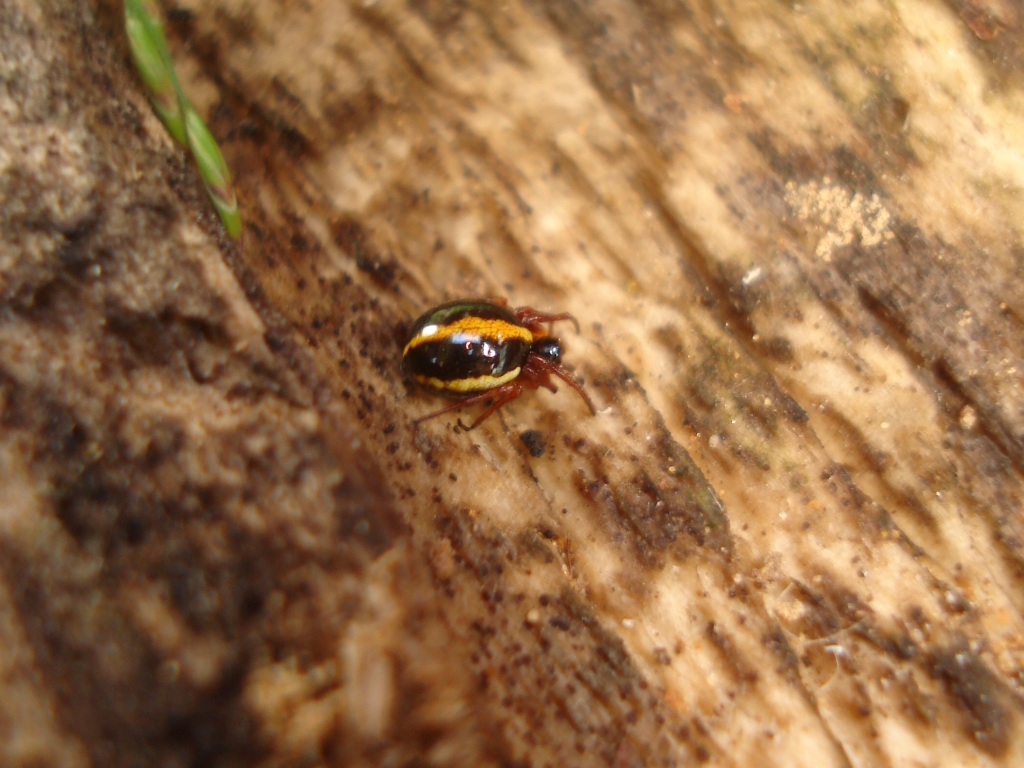
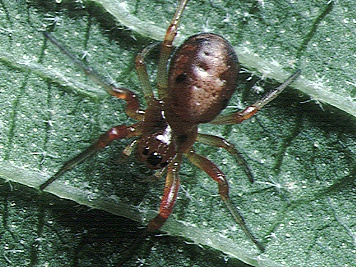